# De roetzwarte broer van de duivel
De roetzwarte broer van de duivel is een sprookje uit Kinder- und Hausmärchen, de verzameling van de gebroeders Grimm, met als nummer KHM100. De oorspronkelijke naam is Des Teufels rußiger Bruder.

## Het verhaal
Een afgedankte soldaat komt een klein mannetje tegen, het is de duivel. Hij mag voor zeven jaren in dienst komen, maar mag zijn haren niet kammen, zijn neus niet snuiten, geen nagels en haren knippen en geen vocht uit zijn ogen wrijven. Hij gaat naar de hel en stookt het vuur onder de ketels op. Hij doet het huishouden en wil in de ketels kijken, maar dit is verboden door de duivel. Hij tilt toch een deksel op, ziet in de ketel een onderofficier en doet wat extra hout op het vuur. In de volgende ketel ziet hij zijn vaandrig en in de derde ketel zijn generaal. Hij haalt de blaasbalg en stookt de vuren op. Zeven jaren doet hij dienst in de hel en het lijkt een halfjaar. De soldaat wil naar huis om te zien hoe het met zijn vader gaat. Hij krijgt zijn verdiende loon en moet een ransel met vuil op zijn rug binden, omdat hij in de ketels gekeken heeft. Ongewassen moet hij rondtrekken en als de mensen vragen waar hij vandaan komt, moet hij antwoorden: "uit de hel". Zijn koning is de duivel en hij is zijn roetzwarte broer.
De soldaat is niet tevreden met zijn loon en in het bos wil hij zijn ransel uitschudden, maar ziet dat het zuiver goud is geworden. Hij neemt het mee naar een herberg en de waard schrikt van zijn uiterlijk en laat hem pas binnen als hij het goud gezien heeft. Hans eet en drinkt, maar wast zichzelf niet. De volgende nacht steelt de waard de ransel van Hans en die gaat de volgende ochtend terug naar de hel. De duivel wil hem helpen en wast hem en geeft hem een volle ransel. Hans moet tegen de waard zeggen dat hij het gestolene terug moet geven, anders zal de duivel hem halen en zal hij er net zo uitzien als roetzwarte Hans. Hans krijgt het goud en iets extra's en de waard vraagt hem over de diefstal te zwijgen. Hans gaat naar zijn vader en trekt een eenvoudige linnen kiel aan. Als muzikant komt hij bij een oude koning en hij mag trouwen met de oudste dochter. Zij wil echter niet trouwen met een gewone man en dan krijgt Hans de jongste dochter, die graag met hem trouwt. Als de koning sterft, krijgt Hans het hele land.

## Achtergronden bij het verhaal
- Het sprookje komt uit Zwehrn in Nederhessen.
- Het sprookje is zeer verwant met Berenpels (KHM101).
- Het sprookje heeft overeenkomsten met Blauwbaard en Het kind van Maria (KHM3), hier mag één kamerdeur niet geopend worden.
- Het kleine, grijze of oude mannetje treedt vaak op als helper van de mens, maar kan ook boosaardig zijn. Denk ook aan een kabouter, dwerg, gnoom, trol of onderaardse geest. Zie hiervoor ook De drie mannetjes in het bos (KHM13), Het zingende botje (KHM28), De kabouters (KHM39), Repelsteeltje (KHM55), De bijenkoningin (KHM62), De gouden gans (KHM64), Het aardmanneke (KHM91), Het water des levens (KHM97), De geest in de fles (KHM99), De jood in de doornstruik (KHM110), Vogel Grijp (KHM165), Sterke Hans (KHM166), De geschenken van het kleine volkje (KHM182) en De aardmannetjes.
- Geschenken van toverwezens kunnen waardeloos lijken, maar blijken dan waardevol te zijn. Zie ook De zoete pap (KHM103), De geschenken van het kleine volkje (KHM182) en De toverfles, De aardmannetjes en De toverfles. Het omgekeerde kan ook voorkomen, zoals in De duivel en zijn grootmoeder (KHM125). Deze motieven komen veelvuldig voor in Ierse en Bretonse sprookjes.
- De waard die een diefstal pleegt, wordt ook beschreven in Tafeltje dek je, ezeltje strek je en knuppel uit de zak (KHM36) en De drie handwerksgezellen (KHM120).
- De duivel komt vaker in sprookjes voor, zie ook De duivel met de drie gouden haren (KHM29), Het meisje zonder handen (KHM31), De peetoom (KHM42), Het aardmanneke (KHM91), De drie handwerksgezellen (KHM120), De duivel en zijn grootmoeder (KHM125), Het gedierte van de Heer en de Duivel (KHM148), De boer en de duivel (KHM189) en De grafheuvel (KHM195).
- De soldaat wordt afgedankt, dit komt in veel sprookjes voor. Hij neemt het eigen lot in handen en dit loopt uiteindelijk goed af. Zie ook Met z'n zessen de hele wereld rond (KHM71), Vrolijke Frans (KHM81), Berenpels (KHM101), Het blauwe licht (KHM116), De stukgedanste schoentjes (KHM133) en De laarzen van buffelleer (KHM199).